# Patrimoine juif du Sud-Est de la France et de la principauté de Monaco

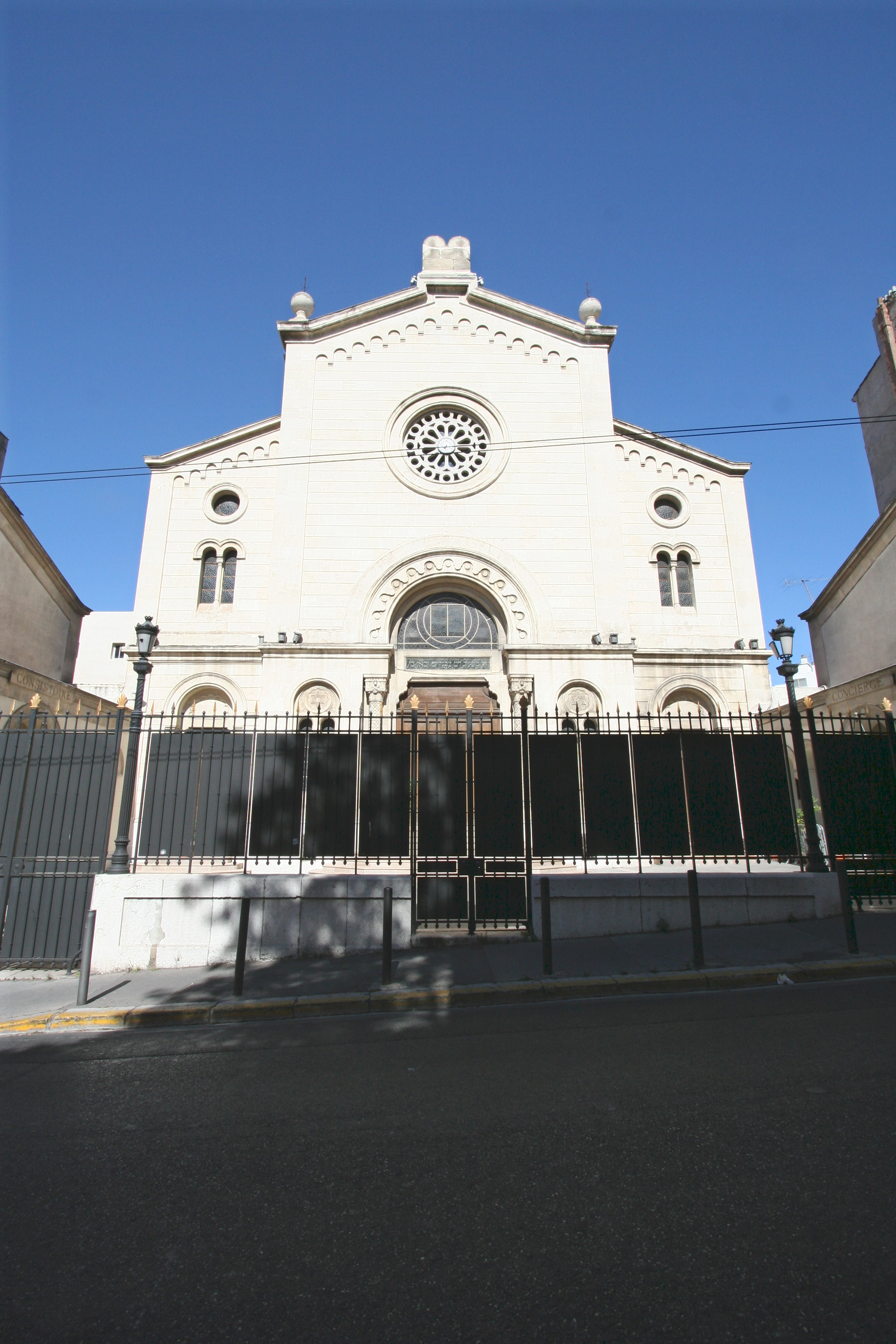
Grande synagogue de Marseille.

Cette page propose un inventaire du patrimoine juif du Sud-Est de la France, et de la principauté de Monaco, classé par région, département et par lettre alphabétique de communes.
La présentation de cet inventaire s'inspire des listes de monuments historiques, incluant tous les éléments patrimoniaux ayant fait ou non l'objet d'une notice d'inventaire par les « Services régionaux de l'inventaire des régions Auvergne, Corse, Languedoc-Roussillon, Provence-Alpes-Côte d’Azur, Rhône-Alpes », que les éléments soient ou non protégés au titre des monuments historiques où qu'ils aient disparu et ait été transformés où réutilisés à d'autres fins. Lorsqu’une communauté a complètement disparu, où n’est plus représentée que par quelques membres, la notice indique « communauté disparue » en marge de chaque commune concernées.
Certains éléments protégés au titre des monuments historiques font parfois l'objet de deux notices distinctes : l'une établie par la Conservation régionale des monuments historiques (notices PA) et l'autre par le Service régional de l'inventaire de chaque région (IA).
D'une manière générale le patrimoine du XIXe siècle a été inscrit sur l'inventaire supplémentaire des monuments historiques, à l'exception de la synagogue de Carpentras, de la synagogue de Cavaillon ainsi que quelques éléments spécifiques (peintures, objets mobiliers et orgues qui ont été classés au titre des monuments historiques).
C’est au XIXe siècle que certaines communautés introduisirent l’orgue dans les synagogues, en engageant un non-juif pour en jouer le Shabath et les fêtes (Voir : Les orgues de la grande synagogue de Lyon...).

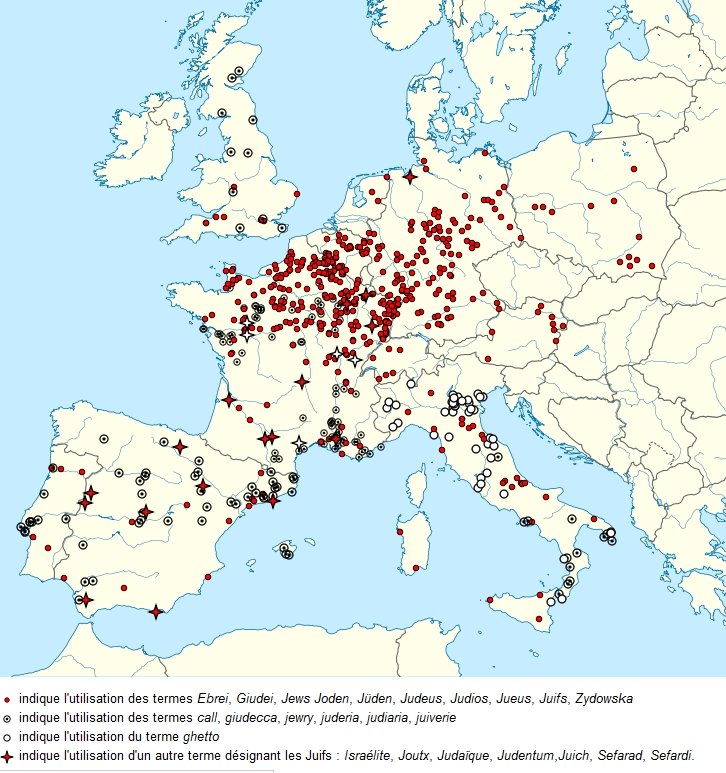
Carte des rues des Juifs (ou équivalents) dans divers pays européens.
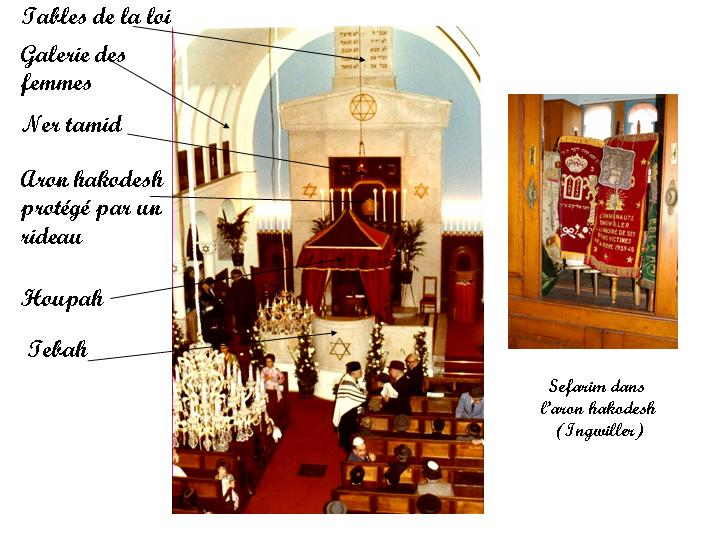
Présentation d'une synagogue (ici synagogue de Neuilly et synagogue d'Ingwiller).
Carte des départements avec le nom des régions.
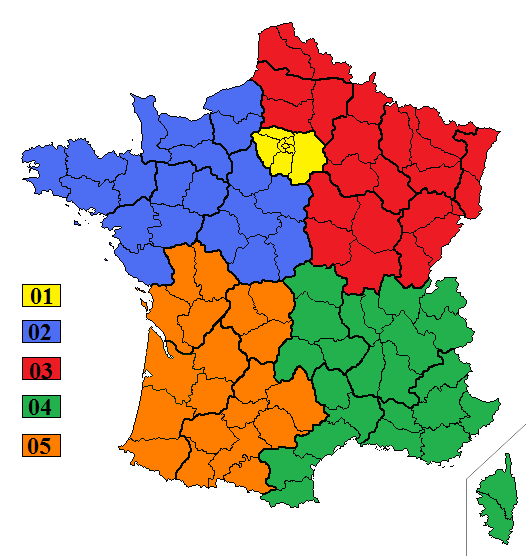
Répartition géographique des inventaires du patrimoine juif en France.

## Introduction
L’appel à la croisade d’Urbain II en 1095 déclenche des persécutions de la part des paysans envers les communautés juives de France et d’Allemagne. Voir : Persécution des Juifs pendant la première croisade
Il existait de nombreuses synagogues en France pendant les premiers siècles du Moyen Âge. Or, à la suite de la mort de son père survenu le 18 septembre 1180 Philippe II de France, dit Philippe Auguste, roi à quinze ans, est confronté à l'affaiblissement du pouvoir royal. L'une de ses premières décisions est totalement contraire à la politique suivie par son père : l'expulsion des juifs et la confiscation de leurs biens (17 avril 1182) tranche avec la protection que Louis VII avait accordée à la communauté juive. La raison officiellement donnée désigne les juifs responsables de calamités diverses, mais l'objectif réel est surtout de renflouer les caisses royales, bien mal en point en ce début de règne. Ces mesures ne dureront pas : l'interdiction du territoire cesse en 1198, et l'attitude conciliatrice qu'avait adoptée Louis VII redevient bientôt la norme. C'est à cette période que Philippe Auguste fit détruire ou convertir les synagogues en églises.
La question juive a été discutée à plusieurs reprises de 1789 à 1791 par l'Assemblée constituante. La pleine citoyenneté est d'abord accordée aux Juifs du Sud-Ouest et à ceux de la Provence, Avignon et le Comtat-Venaissin et le 28 septembre 1791 à tous les Juifs du royaume. Les dernières lois discriminatoires ne sont abolies que sous la monarchie de juillet (Voir : Juifs et judaïsme en Europe).
Une "Association européenne pour la préservation et la valorisation de la culture et du patrimoine juifs" (AEPJ) fait découvrir les sites juifs au grand public, à savoir entre autres les synagogues, cimetières, bains rituels, musées, quartiers, monuments juifs, notamment par l’organisation annuelle de la journée européenne de la culture juive. L’AEPJ est également chargée de développer et de faire connaître l’"Itinéraire européen du patrimoine juif".
Parallèlement, des initiatives originales de visite fleurissent : la route du patrimoine juif à vélo, etc, ...

## Principauté de Monaco

### Patrimoine juif de la Principauté
| Monument                  | Commune | Adresse               | Coordonnées                      | Notice | Protection | Date | Illustration              |
| ------------------------- | ------- | --------------------- | -------------------------------- | ------ | ---------- | ---- | ------------------------- |
| Ancienne synagogue        | Monaco  | 15 avenue de la Costa | 43° 44′ 17″ nord, 7° 25′ 25″ est |        |            | 1948 | ?p=518 Ancienne synagogue |
| Synagogue Edmond J. Safra | Monaco  | 15 avenue de la Costa | 43° 44′ 17″ nord, 7° 25′ 25″ est |        |            | 2017 | Synagogue Edmond J. Safra |

## Région Auvergne-Rhône-Alpes
(Départements 03-15-43-63, 01-07-26-38-42-69-73-74)

### Patrimoine juif de l'Ain (01)
| Monument | Commune   | Adresse | Coordonnées                      | Notice         | Protection | Date            | Illustration |
| --- | --------- | ------- | -------------------------------- | -------------- | ---------- | --------------- | --- |
| Mémorial des enfants juifs exterminés d'Izieu | Izieu     |         | 45° 39′ 19″ nord, 5° 38′ 39″ est | « PA00116609 » | inscrite   | 24 avril 1994   | Mémorial des enfants juifs exterminés d'Izieu |
| Musée départemental d'Histoire de la Résistance et de la Déportation de l'Ain et du Haut-Jura                                                                                        | Nantua    |         | 46° 09′ 09″ nord, 5° 36′ 32″ est |                |            | 18 octobre 1986 | Musée départemental d'Histoire de la Résistance et de la Déportation de l'Ain et du Haut-Jura                                                                                        |
| Mémorial aux Déportés de l'Ain par Louis Leygue, premier mémorial à la déportation élevé en France en 1949. Ce monument dédié à tous les déportés non-juifs et juifs est décrit ici. | Nantua    |         | 46° 09′ 18″ nord, 5° 35′ 53″ est |                |            | 1949            | Mémorial aux Déportés de l'Ain par Louis Leygue, premier mémorial à la déportation élevé en France en 1949. Ce monument dédié à tous les déportés non-juifs et juifs est décrit ici. |
| Mémorial juif de La Boisse | La Boisse |         | 45° 50′ 15″ nord, 5° 03′ 34″ est |                |            | 1970            | Mémorial juif de La Boisse |

### Patrimoine juif de l'Allier (03)
| Monument  | Commune | Adresse                 | Coordonnées                      | Notice | Protection | Date | Illustration               |
| --------- | ------- | ----------------------- | -------------------------------- | ------ | ---------- | ---- | -------------------------- |
| Synagogue | Vichy   | 2 bis rue Maréchal Foch | 46° 07′ 18″ nord, 3° 25′ 26″ est |        |            | 1933 | Image manquante Téléverser |

### Patrimoine juif de la Drôme (26)
| Monument  | Commune | Adresse            | Coordonnées    | Notice | Protection | Date | Illustration               |
| --------- | ------- | ------------------ | -------------- | ------ | ---------- | ---- | -------------------------- |
| Synagogue | Valence | place du Colombier | à géolocaliser |        |            |      | Image manquante Téléverser |

### Patrimoine juif de l'Isère (38)
| Monument  | Commune  | Adresse     | Coordonnées    | Notice | Protection | Date | Illustration               |
| --------- | -------- | ----------- | -------------- | ------ | ---------- | ---- | -------------------------- |
| Synagogue | Grenoble | rue Maginot | à géolocaliser |        |            |      | Image manquante Téléverser |

### Patrimoine juif de la Loire (42)
| Monument  | Commune       | Adresse      | Coordonnées    | Notice | Protection | Date | Illustration               |
| --------- | ------------- | ------------ | -------------- | ------ | ---------- | ---- | -------------------------- |
| Synagogue | Roanne        | rue Beaulieu | à géolocaliser |        |            |      | Image manquante Téléverser |
| Synagogue | Saint-Étienne | rue d'Arcole | à géolocaliser |        |            |      | Image manquante Téléverser |

### Patrimoine juif du Puy-de-Dôme (63)
| Monument  | Commune          | Adresse                      | Coordonnées                      | Notice         | Protection                                                                          | Date | Illustration                                               |
| --------- | ---------------- | ---------------------------- | -------------------------------- | -------------- | ----------------------------------------------------------------------------------- | ---- | ---------------------------------------------------------- |
| Synagogue | Clermont-Ferrand | 20 rue des Quatre-passeports | 45° 46′ 46″ nord, 3° 04′ 43″ est | « PA63000079 » | inscrite. Voir aussi : La restauration de la synagogue ancienne de Clermont-Ferrand | 1862 | ?option=com_content&view=article&id=66&Itemid=68 Synagogue |
| Cimetière | Ennezat          |                              | à géolocaliser                   |                |                                                                                     |      | Image manquante Téléverser                                 |

### Patrimoine juif du Rhône et de la Métropole de Lyon (69)
| Monument | Commune                              | Adresse                                       | Coordonnées                      | Notice                                                                                 | Protection | Date        | Illustration |
| --- | ------------------------------------ | --------------------------------------------- | -------------------------------- | -------------------------------------------------------------------------------------- | ---------- | ----------- | --- |
| Synagogue | Bron                                 | 97 rue de la Pagère                           | à géolocaliser                   |                                                                                        |            |             | Image manquante Téléverser |
| Exécution des sept Juifs au cimetière de Rillieux | Rillieux-la-Pape et Crépieux-la-Pape |                                               | 45° 49′ 05″ nord, 4° 53′ 26″ est |                                                                                        |            |             | Exécution des sept Juifs au cimetière de Rillieux |
| Grande synagogue de Lyon et son orgue | Lyon                                 | 13 quai Tilsitt                               | 45° 45′ 26″ nord, 4° 49′ 40″ est | « PA00117987 »                                                                         | inscrite   | 1863-1864   | Grande synagogue de Lyon et son orgue |
| Les orgues de la Grande synagogue de Lyon. C'est l'ancien orgue de la basilique Saint-Martin d'Ainay, vendu en 1864 à la synagogue lors de sa construction | Lyon                                 | 13 quai Tilsitt                               | 45° 45′ 26″ nord, 4° 49′ 40″ est | « PM69001236 », notice no PM69001236 Voir aussi : « PM69000892 », notice no PM69000892 | classé     | 1847 ; 1913 | Les orgues de la Grande synagogue de LyonGrande synagogue Construite entre 1863 et 1864 par Abraham Hirsch, futur architecte en chef de la Ville. C'est l'ancien orgue de la basilique Saint-Martin d'Ainay, vendu en 1864 à la synagogue lors de sa construction |
| Synagogue | Lyon                                 | 18 rue Saint-Mathieu                          | à géolocaliser                   |                                                                                        |            |             | Image manquante Téléverser |
| Synagogue | Lyon                                 | 317 rue Duguesclin                            | à géolocaliser                   |                                                                                        |            |             | Image manquante Téléverser |
| Synagogue | Lyon                                 | 501 rue de la Sauvegarde, quartier la Duchère | à géolocaliser                   |                                                                                        |            |             | Image manquante Téléverser |
| Centre d'histoire de la résistance et de la déportation - plaques en hommage aux victimes juives                                                           | Lyon                                 | 14 avenue Berthelot                           | 45° 26′ 42″ nord, 4° 30′ 32″ est | « PA00117987 »                                                                         | inscrite   | XXe siècle  | Centre d'histoire de la résistance et de la déportation - plaques en hommage aux victimes juives |
| Prison (procès Barbie) | Lyon                                 |                                               | à géolocaliser                   |                                                                                        |            |             | Image manquante Téléverser |
| Synagogue | Saint-Fons                           | rue Albert Thomas                             | à géolocaliser                   |                                                                                        |            |             | Image manquante Téléverser |
| Synagogue | Vénissieux                           | avenue de la Division Leclerc                 | à géolocaliser                   |                                                                                        |            |             | Image manquante Téléverser |
| Synagogue | Villeurbanne                         | 4 rue Malherbe                                | à géolocaliser                   |                                                                                        |            |             | Image manquante Téléverser |
| Synagogue | Villeurbanne                         | rue des Mûriers                               | à géolocaliser                   |                                                                                        |            |             | Image manquante Téléverser |

### Patrimoine juif de Savoie (73)
| Monument                                                             | Commune       | Adresse          | Coordonnées                      | Notice         | Protection | Date | Illustration               |
| -------------------------------------------------------------------- | ------------- | ---------------- | -------------------------------- | -------------- | ---------- | ---- | -------------------------- |
| Maison dite Pavillon Salvator, actuellement synagogue, avec un orgue | Aix-les-Bains | 7 rue Paul Bonna | 45° 41′ 13″ nord, 5° 54′ 44″ est | « IA73001969 » |            | 1889 | Image manquante Téléverser |

### Patrimoine juif de la Haute-Savoie (74)
| Monument  | Commune   | Adresse                | Coordonnées    | Notice | Protection | Date | Illustration               |
| --------- | --------- | ---------------------- | -------------- | ------ | ---------- | ---- | -------------------------- |
| Synagogue | Annecy    | rue Narvik             | à géolocaliser |        |            |      | Image manquante Téléverser |
| Synagogue | Annemasse | rue du docteur Coquand | à géolocaliser |        |            |      | Image manquante Téléverser |
| Synagogue | Évian     | avenue des Grottes     | à géolocaliser |        |            |      | Image manquante Téléverser |

## Région Corse
(Départements 2A-2B)

### Patrimoine juif de Corse
| Monument | Commune | Adresse | Coordonnées    | Notice | Protection                      | Date | Illustration |
| --- | ------- | ------- | -------------- | ------ | ------------------------------- | ---- | --- |
| Durant les deux guerres mondiales, aucun juif n'a été exécuté ni déporté en Corse grâce à la protection accordée par ses habitants et son administration,. |         |         | à géolocaliser |        | voir aussi : Les juifs de Corse |      | Durant les deux guerres mondiales, aucun juif n'a été exécuté ni déporté en Corse grâce à la protection accordée par ses habitants et son administrationDes Corses veulent que l'île soit «Juste parmi les nations»,Serge Klarsfeld: "La Corse est bien une île des Justes". |

### Patrimoine juif de Corse-du-Sud (2A)
| Monument | Commune | Adresse | Coordonnées    | Notice | Protection | Date | Illustration               |
| -------- | ------- | ------- | -------------- | ------ | ---------- | ---- | -------------------------- |
|          | Évisa   |         | à géolocaliser |        |            |      | Image manquante Téléverser |

### Patrimoine juif de Haute-Corse (2B)[23]
| Monument                      | Commune | Adresse           | Coordonnées    | Notice | Protection | Date | Illustration                  |
| ----------------------------- | ------- | ----------------- | -------------- | ------ | ---------- | ---- | ----------------------------- |
| Synagogue Beth Meir de Bastia | Bastia  | 3 rue du Castagno | à géolocaliser |        |            |      | Synagogue Beth Meir de Bastia |

## Région Occitanie (partie ex-Languedoc-Roussillon)
(Départements 11-30-34-48-66)

### Patrimoine juif du département de l'Aude (11)
| Monument  | Commune  | Adresse    | Coordonnées    | Notice | Protection | Date | Illustration               |
| --------- | -------- | ---------- | -------------- | ------ | ---------- | ---- | -------------------------- |
| Synagogue | Narbonne | rue Droite | à géolocaliser |        |            |      | Image manquante Téléverser |

### Patrimoine juif du département du Gard (30)
| Monument  | Commune | Adresse    | Coordonnées    | Notice | Protection | Date | Illustration |
| --------- | ------- | ---------- | -------------- | ------ | ---------- | ---- | ------------ |
| Synagogue | Nîmes   | rue Roussy | à géolocaliser |        |            |      | Synagogue    |

### Patrimoine juif de l’Hérault (34)[25]
| Monument                                                                                             | Commune         | Adresse                                                                                                | Coordonnées                      | Notice         | Protection | Date                   | Illustration |
| --- | --------------- | --- | -------------------------------- | -------------- | ---------- | ---------------------- | --- |
| Synagogue                                                                                            | Béziers         | place Pierre-Semard                                                                                    | à géolocaliser                   |                |            |                        | Image manquante Téléverser |
| Synagogue                                                                                            | La Grande-Motte | Allée Malraux                                                                                          | à géolocaliser                   |                |            |                        | Image manquante Téléverser |
| Communauté juive disparue et ancienne synagogue                                                      | Lunel           | 207, rue Alphonse-Ménard                                                                               | à géolocaliser                   |                |            | Moyen Âge              | Communauté juive disparue et ancienne synagogue                                                                                        |
| Nouvelle synagogue                                                                                   | Lunel           | rue Marx-Dormoy                                                                                        | à géolocaliser                   |                |            |                        | Image manquante Téléverser |
| Ancienne synagogue                                                                                   | Montpellier     | 1, rue de la Barralerie ; 20, rue du Palais-des-Guihem. Centre communautaire 500, boulevard d'Antigone | 43° 36′ 40″ nord, 3° 52′ 32″ est | « PA00103772 » | classée.   | Moyen Âge (XVIIe-XIIIe | Ancienne synagogue |
| Mikveh                                                                                               | Montpellier     | 1, rue de la Barralerie                                                                                | 43° 36′ 40″ nord, 3° 52′ 32″ est |                |            | Moyen Age              | MikvehVoir aussi : Notice no IVR91_01340173XA, sur la plateforme ouverte du patrimoine, base Mémoire, ministère français de la Culture |
| Mikveh Synagogue Ben sakai                                                                           | Montpellier     | 7, rue du général Lafon                                                                                | 43° 36′ 17″ nord, 3° 52′ 34″ est |                |            |                        | Image manquante Téléverser |
| Mikveh Synagogue Loubavitch                                                                          | Montpellier     | 9, rue des Blanquiers                                                                                  | 43° 36′ 01″ nord, 3° 52′ 27″ est |                |            |                        | Image manquante Téléverser |
| Mikveh Synagogue Mazal Tov                                                                           | Montpellier     | 18, rue Ferdinand-Fabre                                                                                | 43° 37′ 04″ nord, 3° 52′ 43″ est |                |            |                        | Image manquante Téléverser |
| Plaque sur la faculté de médecine évoquant les médecins appartenant aux trois religions abrahamiques | Montpellier     | | à géolocaliser                   |                |            |                        | Image manquante Téléverser |
| Le vieux Cimetière israélite                                                                         | Montpellier     | | à géolocaliser                   |                |            | 1844                   | Image manquante Téléverser |
| Ancienne communauté juive, Le ghetto juif                                                            | Pézenas         | triangle rue du château, rue Juiverie et rue des Litanies                                              | à géolocaliser                   |                |            |                        | Image manquante Téléverser |
| Cimetière israélite                                                                                  | Pézenas         | | à géolocaliser                   |                |            |                        | Image manquante Téléverser |
| Synagogue                                                                                            | Sète            | chemin d'Angore                                                                                        | à géolocaliser                   |                |            |                        | Image manquante Téléverser |
| Mémorial Exodus                                                                                      | Sète            | | à géolocaliser                   |                |            |                        | Image manquante Téléverser |

### Patrimoine juif du département de la Lozère (48)
| Monument                                  | Commune        | Adresse           | Coordonnées                      | Notice                            | Protection              | Date       | Illustration                             |
| ----------------------------------------- | -------------- | ----------------- | -------------------------------- | --------------------------------- | ----------------------- | ---------- | ---------------------------------------- |
| Tombes juives et vestiges d'une synagogue | La Canourgue   |                   | à géolocaliser                   | « IA48000234 »                    |                         | 12e s ?    | Image manquante Téléverser               |
| Immeuble dit ancienne synagogue de Mende  | Mende (Lozère) | 17 rue Notre-Dame | 44° 31′ 06″ nord, 3° 29′ 53″ est | PA48000002 Voir aussi : Synagogue | inscrite partiellement. | XIe siècle | Immeuble dit ancienne synagogue de Mende |

### Patrimoine juif du département des Pyrénées-Orientales (66)
| Monument      | Commune   | Adresse                 | Coordonnées    | Notice | Protection | Date | Illustration               |
| ------------- | --------- | ----------------------- | -------------- | ------ | ---------- | ---- | -------------------------- |
| Petit ghetto  | Elne      | rue Constantin          | à géolocaliser |        |            |      | Image manquante Téléverser |
| Synagogue     | Perpignan | rue François Arago      | à géolocaliser |        |            |      | Image manquante Téléverser |
| Synagogue     | Perpignan | rue de la Cloche d'Or   | à géolocaliser |        |            |      | Image manquante Téléverser |
| Synagogue     | Perpignan | avenue Marcellin Albert | à géolocaliser |        |            |      | Image manquante Téléverser |
| Mikvé         | Perpignan |                         | à géolocaliser |        |            |      | Image manquante Téléverser |
| Quartier juif | Perpignan |                         | à géolocaliser |        |            |      | Image manquante Téléverser |

## Région Provence-Alpes-Côte d’azur
(Départements 04-05-06-13-83-84), 

### Patrimoine juif du département des Alpes-de-Haute-Provence (04)
| Monument                                                                             | Commune       | Adresse | Coordonnées    | Notice | Protection | Date | Illustration |
| ------------------------------------------------------------------------------------ | ------------- | ------- | -------------- | ------ | ---------- | ---- | --- |
| Synagogue                                                                            | Reillanne     |         | à géolocaliser |        |            |      | Synagogue |
| Chapelle Notre-Dame de la Fleur (peintures murales réalisées par Philippe Hosiasson) | Thorame-Haute |         | à géolocaliser |        |            |      | Chapelle Notre-Dame de la Fleur (peintures murales réalisées par Philippe Hosiasson)Artiste d’origine juive, né à Odessa en Ukraine, qui s'était durant la Seconde guerre mondiale réfugié dans le Haut-Verdon et a, à la fin des années 1940, réalisé les peintures de la chapelle Notre-Dame de Fleur rebâtie par l’abbé Juvénal Pélissier) |

### Patrimoine juif du département des Hautes-Alpes (05)
| Monument                                                                 | Commune | Adresse                                     | Coordonnées    | Notice | Protection | Date | Illustration               |
| ------------------------------------------------------------------------ | ------- | ------------------------------------------- | -------------- | ------ | ---------- | ---- | -------------------------- |
| Synagogue, centre communautaire : Association culturelle Beth Mainmonide | Gap     | 140 boulevard Georges Pompidou, Le Neptune. | à géolocaliser |        |            |      | Image manquante Téléverser |

### Patrimoine juif du département des Alpes-Maritimes (06)
| Monument                                                                 | Commune               | Adresse                                               | Coordonnées                      | Notice         | Protection             | Date | Illustration                                     |
| ------------------------------------------------------------------------ | --------------------- | ----------------------------------------------------- | -------------------------------- | -------------- | ---------------------- | ---- | ------------------------------------------------ |
| Synagogue                                                                | Juan-les-Pins         | Villa La Monada, 30 chemin des Sables                 | 43° 34′ 09″ nord, 7° 07′ 12″ est |                |                        |      | Synagogue                                        |
| Villa Kérylos (Thèodore Reinach et Fanny Kann)                           | Beaulieu-sur-Mer      |                                                       | à géolocaliser                   |                |                        |      | Image manquante Téléverser                       |
| Synagogue et Centre communautaire                                        | Cagnes-sur-Mer        | Impasse Douce France aci BP 1543                      | 43° 39′ 25″ nord, 7° 09′ 24″ est |                |                        |      | Image manquante Téléverser                       |
| Synagogue                                                                | Cannes                | Association culturelle israel : 20 boulevard d'alsace | 43° 33′ 15″ nord, 7° 01′ 16″ est |                |                        |      | Synagogue                                        |
| Synagogue                                                                | Cannes                | rue du Commandant Vidal                               | à géolocaliser                   |                |                        |      | Synagogue                                        |
| Carrés israélites au cimetière municipal                                 | Cannes                | Abadie 1 et Abadie 2 à Cannes la Bocca                | à géolocaliser                   |                |                        |      | Image manquante Téléverser                       |
| Synagogue                                                                | Grasse                | A.C.I. place des bois de Grasse                       | à géolocaliser                   |                |                        |      | Image manquante Téléverser                       |
| Cimetière                                                                | Grasse                | route de Draguignan                                   | à géolocaliser                   |                |                        |      | Image manquante Téléverser                       |
| Synagogue, Centre "Altyner"                                              | Menton                | Communauté Israélite : 106 cours du Centenaire        | 43° 46′ 15″ nord, 7° 29′ 30″ est |                |                        |      | Synagogue, Centre "Altyner"                      |
| Synagogue de Nice                                                        | Nice                  | 7 rue Gustave-Deloye                                  | 43° 41′ 59″ nord, 7° 16′ 10″ est | « PA06000030 » | inscrite, voir aussi , | 1886 | Synagogue de Nice                                |
| Synagogue Achkénaz                                                       | Nice                  | 1 rue Blacas                                          | 43° 42′ 00″ nord, 7° 16′ 14″ est |                |                        |      | Image manquante Téléverser                       |
| Synagogue                                                                | Nice                  | 8 rue Marceau                                         | à géolocaliser                   |                |                        |      | Image manquante Téléverser                       |
| Synagogue Michelet                                                       | Nice                  | 22 rue Michelet                                       | 43° 42′ 53″ nord, 7° 15′ 33″ est |                |                        |      | Image manquante Téléverser                       |
| Synagogue                                                                | Nice                  | 20 rue Rossini                                        | à géolocaliser                   |                |                        |      | Image manquante Téléverser                       |
| Cimetière du château (Nice), cimetière israélite                         | Nice                  | colline du château                                    | 43° 41′ 52″ nord, 7° 16′ 49″ est |                |                        |      | Cimetière du château (Nice), cimetière israélite |
| Observatoire                                                             | Nice                  |                                                       | à géolocaliser                   |                |                        |      | Image manquante Téléverser                       |
| Villa Ephrussi de Rothschild                                             | Saint-Jean-Cap-Ferrat |                                                       | à géolocaliser                   |                |                        |      | Image manquante Téléverser                       |
| Synagogue                                                                | Saint-Laurent-du-Var  | 35 avenue des Oliviers                                | 43° 40′ 11″ nord, 7° 11′ 30″ est |                |                        |      | Image manquante Téléverser                       |
| Plaque commémorant l'activité résistante et humanitaire de l’abbé Cœuret | Villars-sur-Var       |                                                       | à géolocaliser                   |                |                        |      | Image manquante Téléverser                       |

### Patrimoine juif des Bouches-du-Rhône (13)
| Monument | Commune                | Adresse                                     | Coordonnées                      | Notice         | Protection | Date                     | Illustration |
| --- | ---------------------- | ------------------------------------------- | -------------------------------- | -------------- | ---------- | ------------------------ | --- |
| Temple d’Aix-en-Provence et du Pays d’Aix. En remerciement du sauvetage de nombreux juifs du Camp des Milles, la communauté hébraïque cèdera sa synagogue en 1957                                                                            | Aix-en-Provence        | 4 rue Villars. Synagogue 5 rue de Jérusalem | à géolocaliser                   |                |            | 1836                     | Image manquante Téléverser |
| Synagogue avec une école maternelle et un Talmud Thora - Synagogue | Aix-en-Provence        | 5 rue de Jerusalem                          | à géolocaliser                   |                |            | 1997                     | Image manquante Téléverser |
| Le vieux cimetière juif | Aix-en-Provence        | traverse Saint-Pierre                       | à géolocaliser                   |                |            | 1847                     | Image manquante Téléverser |
| Camp des Milles, Tuilerie des Milles, ancien camp d'internement | Aix-en-Provence        |                                             | 43° 30′ 12″ nord, 5° 23′ 08″ est | « PA00081110 » | classé     | 1939 ; 1942              | Camp des Milles, Tuilerie des Milles, ancien camp d'internement |
| Cimetière des Milles | Aix-en-Provence        | Avenue Marius Requier                       | à géolocaliser                   |                |            |                          | Image manquante Téléverser |
| Plaque rappelant l'ancienne synagogue d'Aix-en-Provence, les liens étroits qui subsistent depuis la dernière guerre, entre les communautés juive et protestante à Aix-en-Provence et commémorant la déportation des Juifs du camp des Milles | Aix-en-Provence        | rue des juifs                               | à géolocaliser                   |                |            | 1836                     | Plaque rappelant l'ancienne synagogue d'Aix-en-Provence, les liens étroits qui subsistent depuis la dernière guerre, entre les communautés juive et protestante à Aix-en-Provence et commémorant la déportation des Juifs du camp des Milles |
| Potelet La Juiverie | Aix-en-Provence        | Rue Verrerie                                | à géolocaliser                   |                |            |                          | Potelet La Juiverie |
| Le Logis du Bras d’Or : Maison de Darius Milhaud | Aix-en-Provence        |                                             | à géolocaliser                   |                |            |                          | Le Logis du Bras d’Or : Maison de Darius Milhaud |
| Grande synagogue de Marseille,, consistoire de Marseille | Marseille              | 117-119 rue de Breteuil                     | 43° 10′ 17″ nord, 5° 13′ 26″ est | « PA13000053 » | inscrite   | 1863                     | Grande synagogue de MarseilleVoir aussi : Notice no EA13141178, sur la plateforme ouverte du patrimoine, base Mérimée, ministère français de la Culture synagogue Tiferet-Israël, Label Xxe et Synagogue, dite aussi le grand temple ou la grande synagogue,Voir aussi Site de la Grande synagogue,Les juifs de Marseille, consistoire de Marseille |
| Synagogue | Marseille              | 48 boulevard Barry                          | à géolocaliser                   |                |            |                          | Image manquante Téléverser |
| Synagogue | Marseille              | 205 boulevard Sainte-Marguerite             | à géolocaliser                   |                |            |                          | Image manquante Téléverser |
| Synagogue | Marseille              | 20 chemin Sainte-Marthe                     | à géolocaliser                   |                |            |                          | Image manquante Téléverser |
| Camp d’Arènas (lieu de transit entre l’Europe et l’Afrique du nord pour Israël) | Marseille              |                                             | à géolocaliser                   |                |            |                          | Image manquante Téléverser |
| Bourse de commerce | Marseille              |                                             | à géolocaliser                   |                |            |                          | Image manquante Téléverser |
| Synagogue | Plan-de-Cuques         | 35 avenue Paul Sirvent                      | 43° 20′ 37″ nord, 5° 27′ 58″ est |                |            |                          | Image manquante Téléverser |
| Fontaine et maison de Nostradamus | Saint-Rémy-de-Provence |                                             | à géolocaliser                   |                |            |                          | Image manquante Téléverser |
| Cimetière juif de Saint-Rémy-de-Provence | Saint-Rémy-de-Provence | rue des juifs                               | 43° 46′ 46″ nord, 4° 49′ 44″ est | « PA13000052 » | inscrit    | XVe siècle ; XIXe siècle | Cimetière juif de Saint-Rémy-de-Provence |
| Synagogue | Salon-de-Provence      | boulevard Clemenceau                        | à géolocaliser                   |                |            |                          | Image manquante Téléverser |
| Ancienne synagogue | Trets                  | rue des Juifs                               | 43° 26′ 16″ nord, 5° 42′ 32″ est | « PA00081488 » | inscrite   | XIIe siècle              | Image manquante Téléverser |

### Patrimoine juif du Var (83)
| Monument                                       | Commune                       | Adresse                                                | Coordonnées                      | Notice         | Protection | Date                                                                           | Illustration               |
| ---------------------------------------------- | ----------------------------- | ------------------------------------------------------ | -------------------------------- | -------------- | ---------- | ------------------------------------------------------------------------------ | -------------------------- |
| Juiverie de Draguignan                         | Draguignan                    | rue de la juiverie. Consistoire 15 rue de l'Observance | 43° 32′ 24″ nord, 6° 27′ 54″ est | « PA83000002 » |            |                                                                                | Juiverie de Draguignan     |
| Synagogue                                      | Fréjus                        | rue du Progrès                                         | à géolocaliser                   |                |            |                                                                                | Image manquante Téléverser |
| Synagogue                                      | Hyères                        | Chemin de la Ritorte                                   | 43° 07′ 31″ nord, 6° 08′ 28″ est |                |            |                                                                                | Image manquante Téléverser |
| Centre consistorial Gaston Halimi et synagogue | La Seyne-sur-Mer              | 5 rue Chevalier de la Barre                            | à géolocaliser                   |                |            | Constitution de la communauté en 1971, et construction de la synagogue en 1974 | Image manquante Téléverser |
| Mémorial des Justes                            | La Seyne-sur-Mer              | parc de la Navale                                      | à géolocaliser                   |                |            |                                                                                | Image manquante Téléverser |
| Carré au cimetière                             | La Seyne-sur-Mer              | Place du souvenir Français                             | à géolocaliser                   |                |            | 1971                                                                           | Image manquante Téléverser |
| Quartier juif                                  | Saint-Maximin-la-Sainte-Baume |                                                        | à géolocaliser                   |                |            |                                                                                | Image manquante Téléverser |
| Synagogue                                      | Saint-Tropez                  | rue Leclerc                                            | 43° 16′ 12″ nord, 6° 38′ 10″ est |                |            |                                                                                | Image manquante Téléverser |
| Synagogue Lazare Carnot                        | Toulon                        | 184 avenue Lazare Carnot                               | 43° 07′ 41″ nord, 5° 55′ 29″ est |                |            |                                                                                | Image manquante Téléverser |

### Patrimoine juif de Vaucluse (84)[48]
| Monument                                                                         | Commune              | Adresse                                                                    | Coordonnées                      | Notice         | Protection                     | Date          | Illustration |
| -------------------------------------------------------------------------------- | -------------------- | -------------------------------------------------------------------------- | -------------------------------- | -------------- | ------------------------------ | ------------- | --- |
| Synagogue d'Avignon                                                              | Avignon              | 2 place Jérusalem ; rue Bernheim-Lyon                                      | 43° 56′ 55″ nord, 4° 48′ 32″ est | « PA00081947 » | classée, et dans site inscrit. | 1849          | Synagogue d'Avignon |
| Fontaine des Juifs                                                               | Avignon              | 2 place Jérusalem ; rue Bernheim-Lyon                                      | 43° 56′ 55″ nord, 4° 48′ 32″ est |                |                                |               | Image manquante Téléverser |
| Synagogue de Carpentras                                                          | Carpentras           | place de l'Hôtel-de-Ville. Centre communautaire : place Maurice Charrotier | 44° 03′ 19″ nord, 5° 02′ 56″ est | « PA00082014 » | classée                        | XVIIIe siècle | Synagogue de Carpentras |
| Mikve                                                                            | Carpentras           | place de l'Hôtel-de-Ville                                                  | 44° 03′ 19″ nord, 5° 02′ 56″ est |                |                                |               | Image manquante Téléverser |
| Cimetière israélite et Affaire de la profanation du cimetière juif de Carpentras | Carpentras           |                                                                            | 44° 03′ 42″ nord, 5° 03′ 29″ est | « PA84000047 » | Inscrit                        | XVe siècle    | Cimetière israélite et Affaire de la profanation du cimetière juif de Carpentras                                                     |
| Synagogue de Cavaillon                                                           | Cavaillon            | rue hébraïque                                                              | 43° 50′ 14″ nord, 5° 02′ 19″ est | « PA00082026 » | classée                        | 1772          | Synagogue de Cavaillon |
| Musée Juif Comtadin                                                              | Cavaillon            | rue Chabran                                                                | 43° 50′ 14″ nord, 5° 02′ 19″ est |                |                                | 1963,         | Musée Juif ComtadinCavaillon, synagogue (ancienne), Musée juif comtadin                                                              |
| Moulin à pain                                                                    | Cavaillon            |                                                                            | à géolocaliser                   |                |                                |               | Image manquante Téléverser |
| École talmudique ?                                                               | L'Isle-sur-la-Sorgue |                                                                            | à géolocaliser                   |                |                                |               | Image manquante Téléverser |
| Cimetière juif de L'Isle-sur-la-Sorgue                                           | L'Isle-sur-la-Sorgue |                                                                            | 43° 54′ 41″ nord, 5° 01′ 34″ est | « PA84000051 » | inscrit                        | 1736          | Cimetière juif de L'Isle-sur-la-Sorgue                                                                                               |
| Mikve                                                                            | Pernes-les-Fontaines | 23 place de la Juiverie                                                    | 43° 59′ 54″ nord, 5° 03′ 39″ est | « PA00125730 » | Classé                         | 1996          | Image manquante Téléverser |
| Ancienne synagogue                                                               | Vaison-la-Romaine    |                                                                            | à géolocaliser                   |                |                                |               | Ancienne synagoguePrésence d’une communauté juive datant du Ier siècle av. J.-C.Inquisition : quand les papes protégeaient les Juifs |
| Ancienne synagogue du XVIe siècle aménagée en restaurant.                        | Valréas              |                                                                            | à géolocaliser                   |                |                                | XVIe siècle   | Image manquante Téléverser |